# المظهر (قانون)
في القانون ، يمثل المثول (من الظاهر اللاتيني للمثول) إلى المحكمة لأي من طرفي الدعوى ، و / أو الفعل الرسمي الذي بموجبه يخضع المدّعى عليه لسلطة المحكمة .

## التفاصيل القانونية (قديمة)
يدخل المدّعى عليه في دعوى أمام المحكمة العليا في انكلترا في مثوله أمام محكمة الاستدعاء بتسليم مذكرة مكتوبة ، إما في المكتب المركزي للمحكمة العليا ، أو في سجل المنطقة ، إما بإعطاء اسم محاميه أو تفيد بأن يدافع شخصيا. كما يجب عليه إخطار المدعي بمظهره الذي يجب أن يكون ، وفقًا للوقت المحدد بالأمر ، في غضون ثمانية أيام بعد الخدمة ؛ يجوز للمدعى عليه ، مع ذلك ، أن يحضر في أي وقت قبل صدور الحكم. قواعد المحكمة العليا ، أوامر الثاني عشر. والثاني عشر. ، تنظيم الإجراء فيما يتعلق بإدخال مظهر ، وإعطاء إشعار ، والحد الزمني ، ووضع جانبا والتأثير العام الافتراضي للمظهر. لا يوجد في محاكم المقاطعات أي مظهر غير حضور أطراف الدعوى إلى المحكمة. في القضايا الجنائية يظهر المتهم شخصيا. في الحالات المدنية يظهر الرضع من قبل أولياء أمورهم المخصصين ؛ المجانين من قبل لجنتهم . الشركات من قبل محام. المجتمعات الصديقة من قبل الوصي أو الضابط الآخر المعين للمقاضاة أو المقاضاة نيابة عنها.
في الولايات المتحدة ، يجوز للطرف أن يظهر بشكل خاص للطعن في اختصاص المحكمة التي تم رفع دعوى قضائية فيها ، دون التنازل عن اختصاص تلك المحكمة.